# Chris Colfer
Christopher Paul "Chris" Colfer (n. 27 mai 1990, Clovis⁠(d), California, SUA) este un actor, cântăreț, producător, scenarist și autor american. Este cunoscut internațional pentru rolul lui Kurt Hummel din serialul de succes Glee (2009–2015). Rolul lui Kurt i-a adus laude din partea criticilor, dar și numeroase premii, inclusiv cel pentru Cel mai bun actor în rol secundar într-o miniserie sau film de televiziune la Gala Premiilor Globul de Aur în 2011. În aprilie 2011, Colfer a fost numit de revista Time unul din cele mai influente 100 de personalități ale lumii.
Colfer a scris, a jucat și a produs primul său film, Struck by Lightning, care a avut premiera internațională la ediția din 2012 a Festivalului de Film de la Tribeca. Este, de asemenea, autorul The Land of Stories: The Wishing Spell, roman bestseller al The New York Times.